# Gmina Dąbrowa (Powiat Opolski)
Die Gmina Dąbrowa ist eine Landgemeinde im Powiat Opolski der Woiwodschaft Opole in Polen. Ihr Sitz ist das gleichnamige Dorf (deutsch Dambrau) mit etwas mehr als 1000 Einwohnern.

## Geographie
Die Landgemeinde grenzt an die Großstadt Opole und liegt 60 km südöstlich von Breslau im Westen von Oberschlesien. Die Landesstraße Droga krajowa 46 (DK 46) verläuft durch die Gemeinde.
Nachbargemeinden
Nachbargemeinden sind: Groß Döbern, Comprachtschütz, Lewin Brzeski (Löwen), Niemodlin (Falkenberg O.S.), Poppelau, Tułowice (Tillowitz) und die Woiwodschaftshauptstadt Oppeln.

## Geschichte
In der Folge des Zweiten Weltkriegs kam Schlesien an Polen. Im Gebiet der Gemeinde konnte sich eine Minderheit halten. Nach der letzten polnischen Volkszählung von 2002 gehören 17,19 Prozent der Gemeindebevölkerung der deutschen Minderheit an, weitere 3,44 Prozent bezeichneten sich als „Schlesier“.

## Politik

### Gemeindevorsteher
An der Spitze der Gemeindeverwaltung steht die Gemeindevorsteherin. Diese ist Katarzyna Gołębiowska-Jarek. Bei der turnusmäßigen Wahl im April 2024 wurde sie ohne Gegenkandidaten mit 80,0 % wiedergewählt. Bei der turnusmäßigen Wahl im Oktober 2018 war sie mit 54,8 % der Stimmen gegen Marek Leja, der 45,2 % der Stimmen unterlag, gewählt worden.

### Gemeinderat
Der Gemeinderat besteht aus 15 Mitgliedern und wird direkt in Einpersonenwahlkreisen gewählt. Die Gemeinderatswahl 2024 führte zu folgendem Ergebnis:
- Wahlkomitee Katarzyna Gołębiowska-Jarek 42,0 % der Stimmen, 11 Sitze
- Schlesische Kommunalverwaltung (Deutsche Minderheit) 29,4 % der Stimmen, 2 Sitze
- Wahlkomitee „Gemeinsame Angelegenheiten“ 14,7 % der Stimmen, 1 Sitz
- Koalicja Obywatelska (KO) 13,9 % der Stimmen, 1 Sitz

Die Gemeinderatswahl 2018 führte zu folgendem Ergebnis:
- Wahlkomitee Katarzyna Gołębiowska-Jarek 9 Sitze
- Wahlkomitee Marek Leja „Hier ist unser Zuhause“ 3 Sitze
- Wahlkomitee Deutsche Minderheit 3 Sitze

### Gemeindepartnerschaften
- Lengede (Deutschland)
- Halicz (Ukraine)
- Oravské Veselé (Slowakei)

## Gliederung

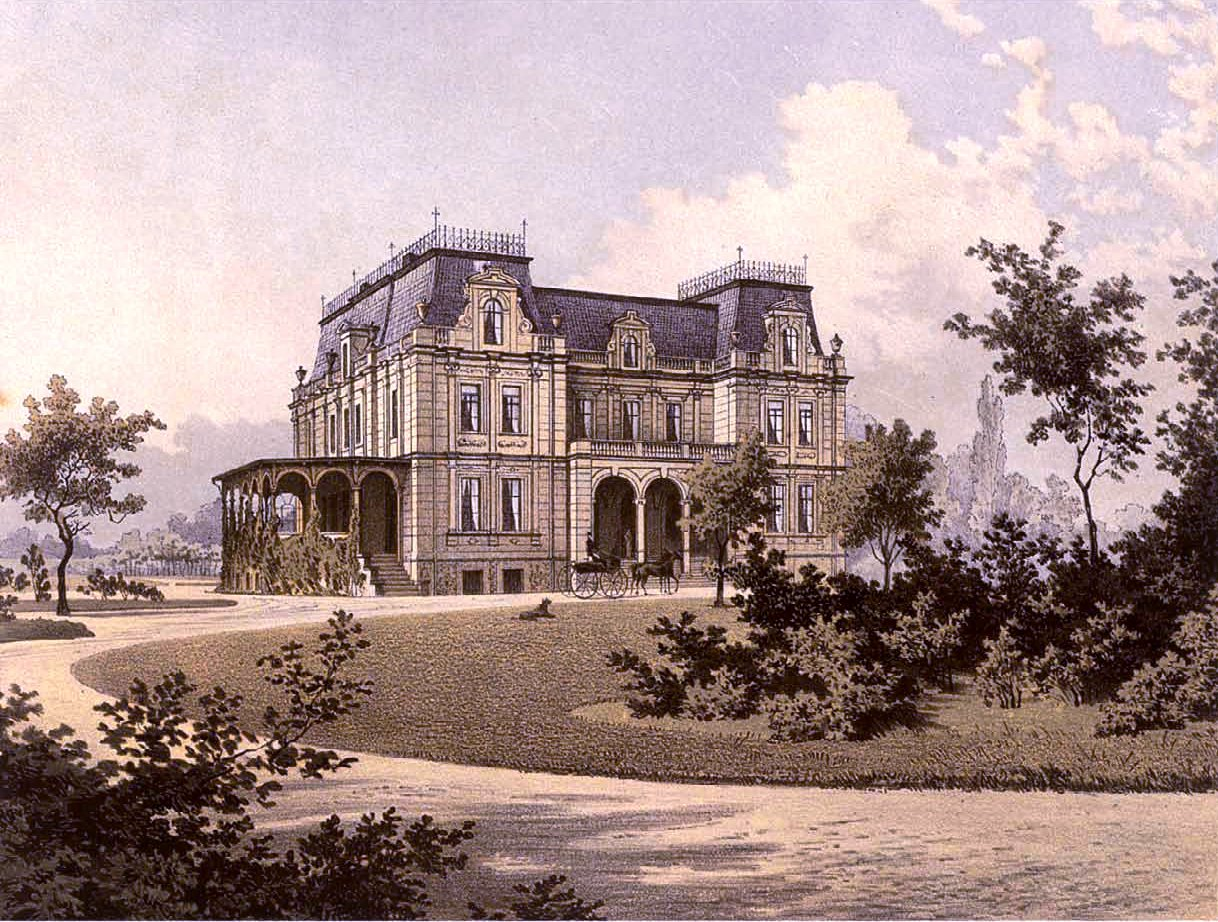
Schloss Niewodnik um 1860, Sammlung Alexander Duncker

Die Landgemeinde Dąbrowa umfasst ein Gebiet von 114,12 km² mit 8252 Einwohnern (Stand 31. Dezember 2020) und gliedert sich in folgende Dörfer mit Schulzenämtern:
- Chróścina (Chrosczinna; 1934–45: Reisern)
- Ciepielowice (Scheppelwitz; 1936–45: Steffansgrund)
- Dąbrowa (Dambrau)
- Karczów (Schönwitz)
- Lipowa (Neuleipe)
- Mechnice (Muchenitz; 1936–45: Moosdorf)
- Narok (Norok; 1936–45: Wolfsgrund O. S.)
- Niewodniki (Niewodnik; 1936–45: Fischbach O. S.)
- Nowa Jamka (Deutsch Jamke; 1936–45: Mittenwalde O. S.)
- Prądy (Brande)
- Siedliska (Schedliske; 1936–45: Waldsiedel)
- Skarbiszów (Karbischau)
- Żelazna (Zelasno; 1934–45: Eisenau)

Weitere Ortschaften sind Sokolniki und Wyrębiny.
Die Orte Sławice (Slawitz) und Wrzoski (Wreske) wurden zum 1. Januar 2017 in die Stadt Opole eingemeindet und schieden aus der Gemeinde Dąbrowa aus.